# 刺客
刺客是指杀人者、暗杀者，或是在犯罪组织中负责杀害的人，也有被称为杀手、暗杀者的情况。

## 形象

### 東亞文化
司馬遷編撰的《史記》之中，《列傳》有一卷刺客列傳為曹沫、專諸、豫讓、聶政、荊軻等五位人物記述生平事蹟； 自此之後，刺客的形象就未曾記錄於正史，僅在野史小說之中有所描述。
「刺客」在中國古典刻畫的人物形象，通常被賦予是為某種政治理想和目的，實現崇高的情感和自我價值觀，而展開暗殺行動，結局經常是悲劇收場。 清代文人吳見思評論「刺客是天壤間第一種激烈人，《刺客傳》是《史記》中第一種激烈文字，故至今淺讀之而鬚眉四照，深讀之則刻骨十分。」
作品之中的刺客帶有一種「士為知己者死」、「壯士一去兮不復還」的信念，抱著必死的決心前往刺殺目標，往往可能只有一次機會，無論成功與否都將去不復返。相對於之職業化的「殺手」，則更多是為金錢利益而殺人，並可能在保命的前提下拒絕殺人。

### 西方文化
一詞源自阿拉伯語，是指崇拜於某個信仰，並準備為之犧牲性命的人，源出自以暗殺聞名的穆斯林異端教派阿薩辛派。 這個組織由哈桑·沙巴創立，實力可與塞爾柱帝國蘇丹馬立克沙一世抗衡，組織的忠實追隨者稱為「阿薩辛」。

### 奇幻文化
在流行文化的奇幻作品之中，刺客、殺手、義賊、賞金獵人等同是屬於盜賊類的進階職業，精於潛行、隱藏等技巧，擅於在暗處尋找機會給予致命的一擊。

## 延伸阅读
- 维基文库中的相關文獻：刺客列傳
- 维基文库中的相關文獻：刺客部